# Turnow-Preilack
Turnow-Preilack (dolnołuż. Turnow-Pśiłuk) – gmina w Niemczech, w kraju związkowym Brandenburgia, w powiecie Spree-Neiße, wchodzi w skład urzędu Peitz..